# Ussuriana hikosana
Ussuriana hikosana är en fjärilsart som beskrevs av Siuiti Murayama 1964. Ussuriana hikosana ingår i släktet Ussuriana och familjen juvelvingar. Inga underarter finns listade i Catalogue of Life.